# Caudiel
Caudiel ist eine Gemeinde (Municipio) mit 722 Einwohnern (Stand: 2024) in der Provinz Castellón in der spanischen autonomomen Region Valencia. 

## Geographie
Caudiel liegt etwa 45 Kilometer westlich der Provinzhauptstadt Castellón de la Plana und etwa 57 Kilometer nordnordöstlich von Valencia im Bezirk Alto Palancia in einer Höhe von ca. 630 m. 

## Sehenswürdigkeiten

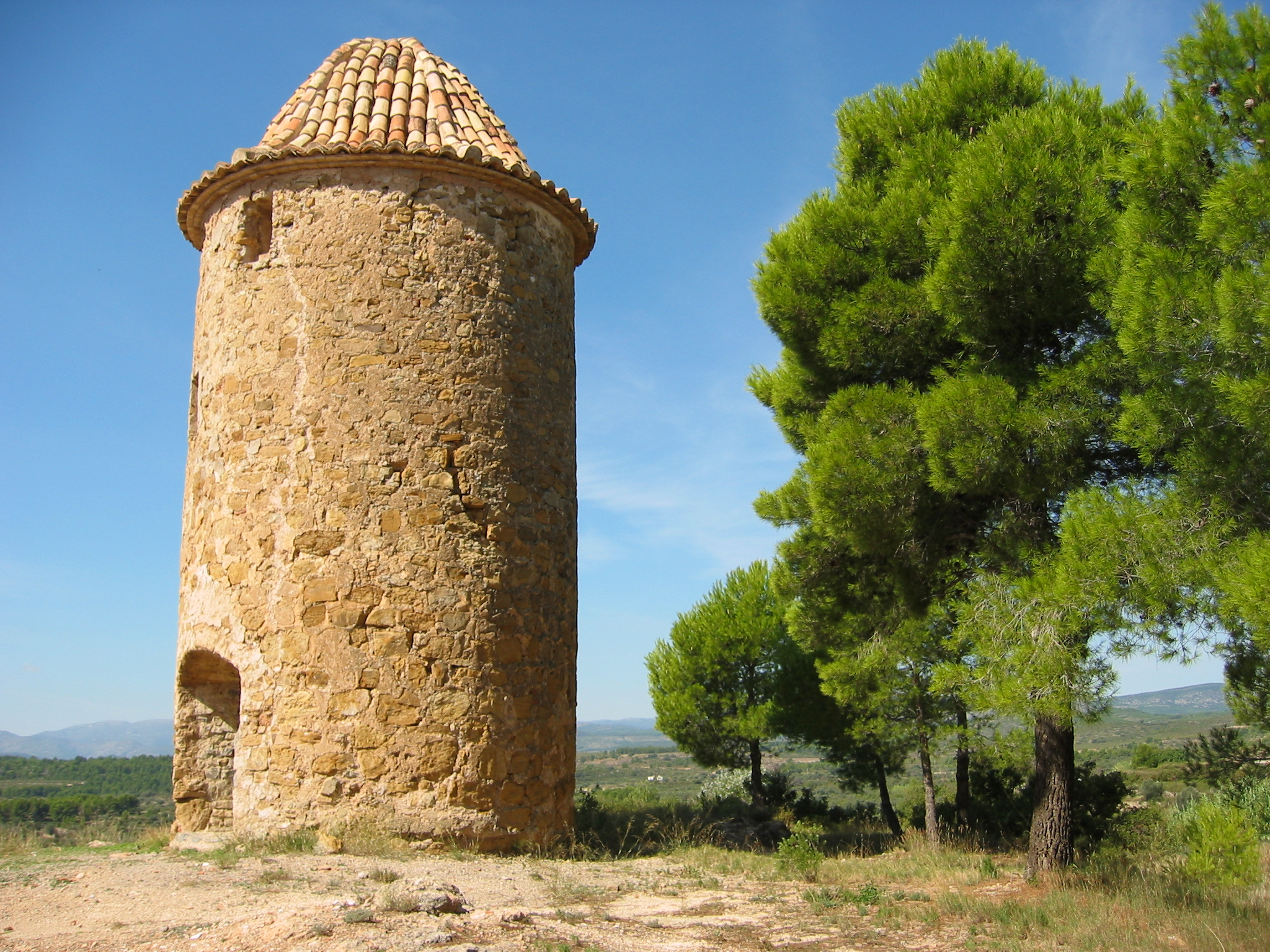
Hannibalsturm
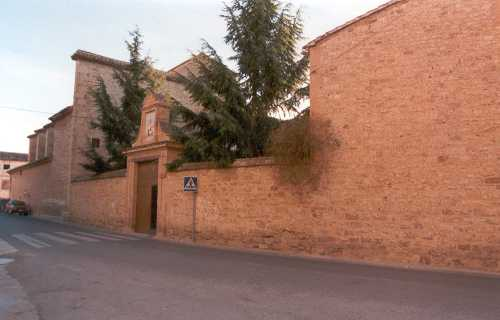
Karmeliterkonvent
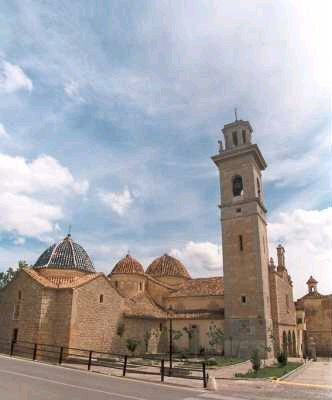
Johannes-der-Täufer-Kirche
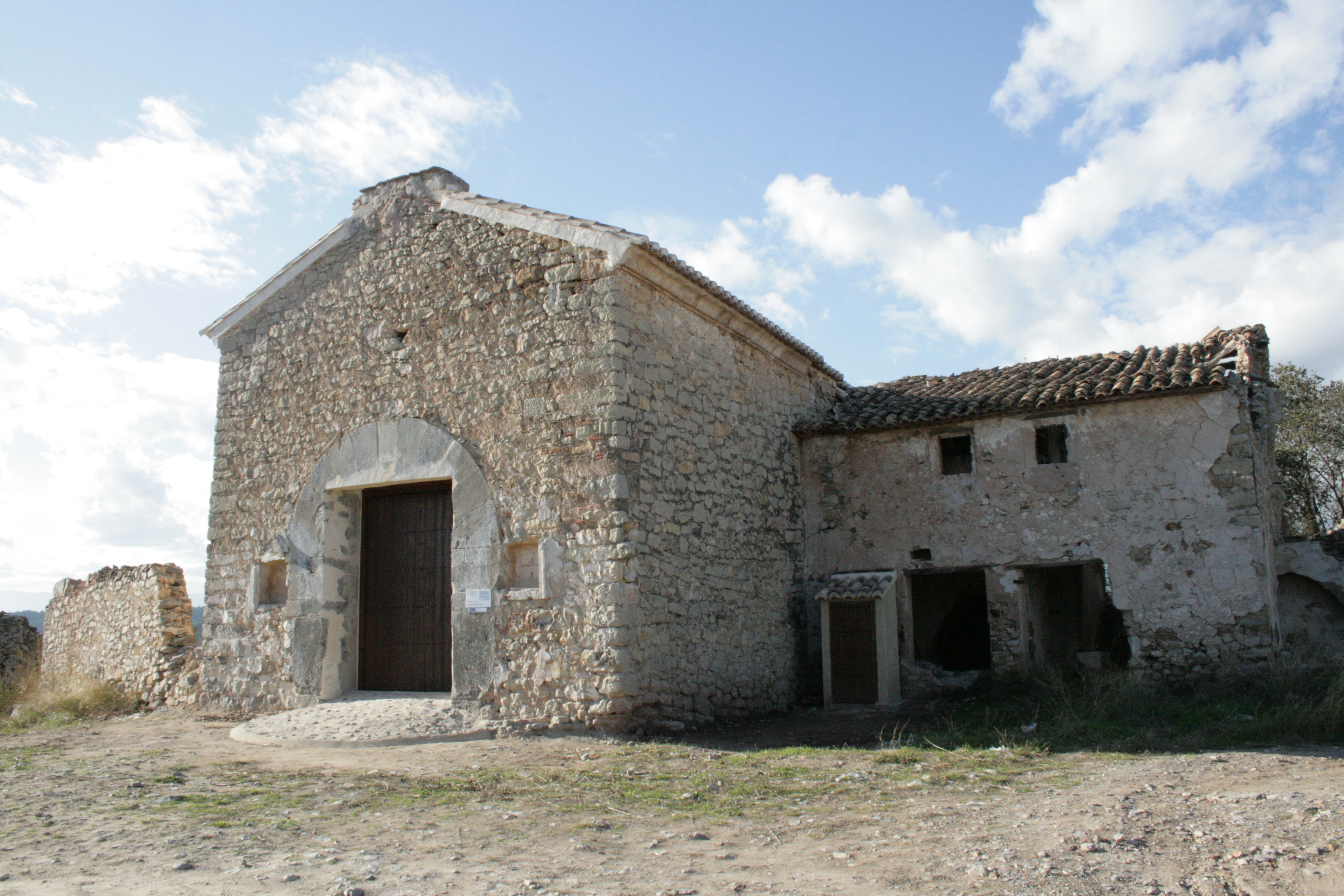
Rochuskapelle
- Rathaus

- Hannibalsturm
- Karmeliterkonvent
- Johannes-der-Täufer-Kirche
- Rochuskapelle